# Fotbal Club Brașov 2011-2012
Questa voce raccoglie le informazioni riguardanti il Fotbal Club Brașov nelle competizioni ufficiali della stagione 2011-2012.

## Rosa
Fonte:
| N. |                       | Ruolo | Calciatore        |
| -- | --------------------- | ----- | ----------------- |
|    | Portogallo (bandiera) | P     | Helder Godinho    |
|    | Romania (bandiera)    | P     | Florin Iacob      |
|    | Portogallo (bandiera) | P     | Mário Felgueiras  |
|    | Romania (bandiera)    | D     | Raul Ciupe        |
|    | Portogallo (bandiera) | D     | Diogo Silva       |
|    | Romania (bandiera)    | D     | Darius Drăgan     |
|    | Romania (bandiera)    | D     | Cristian Ionescu  |
|    | Slovacchia (bandiera) | D     | Peter Majerník    |
|    | Romania (bandiera)    | D     | Cristian Munteanu |
|    | Romania (bandiera)    | D     | Vlad Potecu       |
|    | Portogallo (bandiera) | D     | Ricardo Machado   |
|    | Spagna (bandiera)     | D     | Javier Velayos    |
|    | Portogallo (bandiera) | C     | Bruno Madeira     |
|    | Nigeria (bandiera)    | C     | Chigozie Udoji    |
|    | Portogallo (bandiera) | C     | Davide            |

| N. |                               | Ruolo | Calciatore         |
| -- | ----------------------------- | ----- | ------------------ |
|    | Argentina (bandiera)          | C     | David Distéfano    |
|    | Romania (bandiera)            | A     | Rareș Enceanu      |
|    | Romania (bandiera)            | A     | Alexandru Mateiu   |
|    | Brasile (bandiera)            | C     | Mauro              |
|    | Portogallo (bandiera)         | C     | Nuno Viveiros      |
|    | Romania (bandiera)            | C     | Vasile Olariu      |
|    | Romania (bandiera)            | C     | Florin Stângă      |
|    | Romania (bandiera)            | A     | Mugurel Buga       |
|    | Romania (bandiera)            | A     | Alin Damian        |
|    | Romania (bandiera)            | A     | Cătălin Dedu       |
|    | Romania (bandiera)            | A     | Attila Hadnagy     |
|    | Macedonia del Nord (bandiera) | A     | Baže Ilijoski      |
|    | Portogallo (bandiera)         | A     | Pedro Moutinho     |
|    | Argentina (bandiera)          | A     | Jonathan Domínguez |